# 義血侠血
『義血侠血』（ぎけつきょうけつ）は、1894年に出された泉鏡花の小説。
法曹をめざす青年を、旅芸人の女性が金銭的援助をするのだが、その金を奪われそうになって犯してしまった殺人事件を、検事となったその青年が断罪する、鏡花の初期の観念小説時代を代表する作品である。
のちに「瀧の白糸」の外題で上演され、新派の代表的演目の一つとなった。

## 瀧の白糸
瀧の白糸（滝の白糸）としての舞台・映画・テレビドラマについては『瀧の白糸』を参照。